# Nardi FN.333
Il Nardi FN.333 o  Nardi FN.333 Riviera o   SIAI-Marchetti FN.333 Riviera è stato il prototipo di un piccolo aeroplano quadriposto interamente metallico di tipo anfibio, progettato per usi multiruolo sia civili che militari, costruito nel 1952.

## Sviluppo

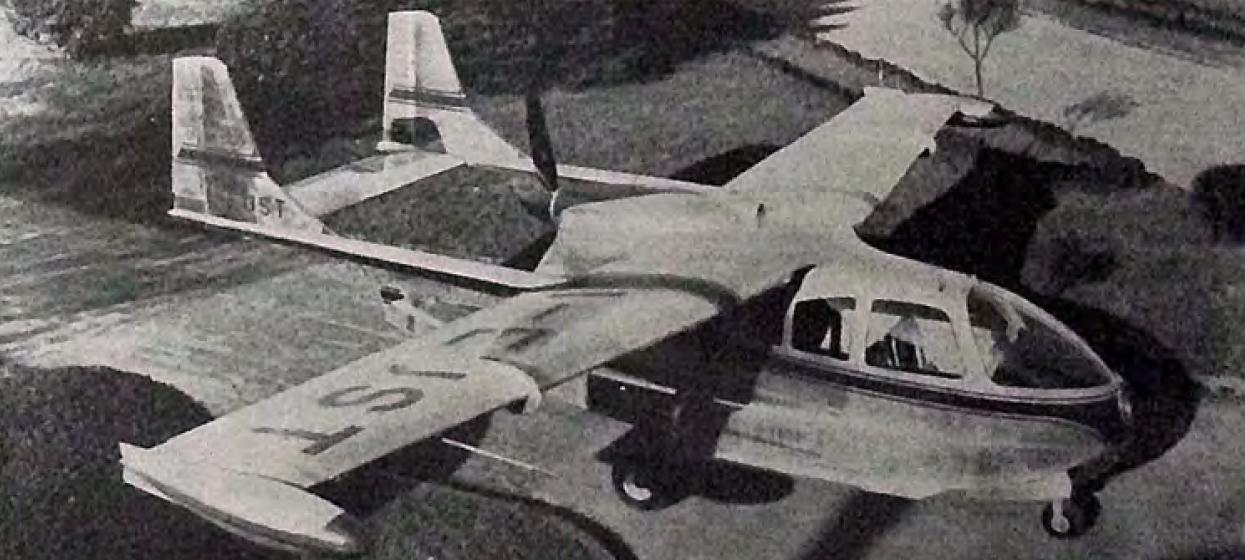
Il secondo esemplare costruito dell'anfibio Nardi FN.333 a terra

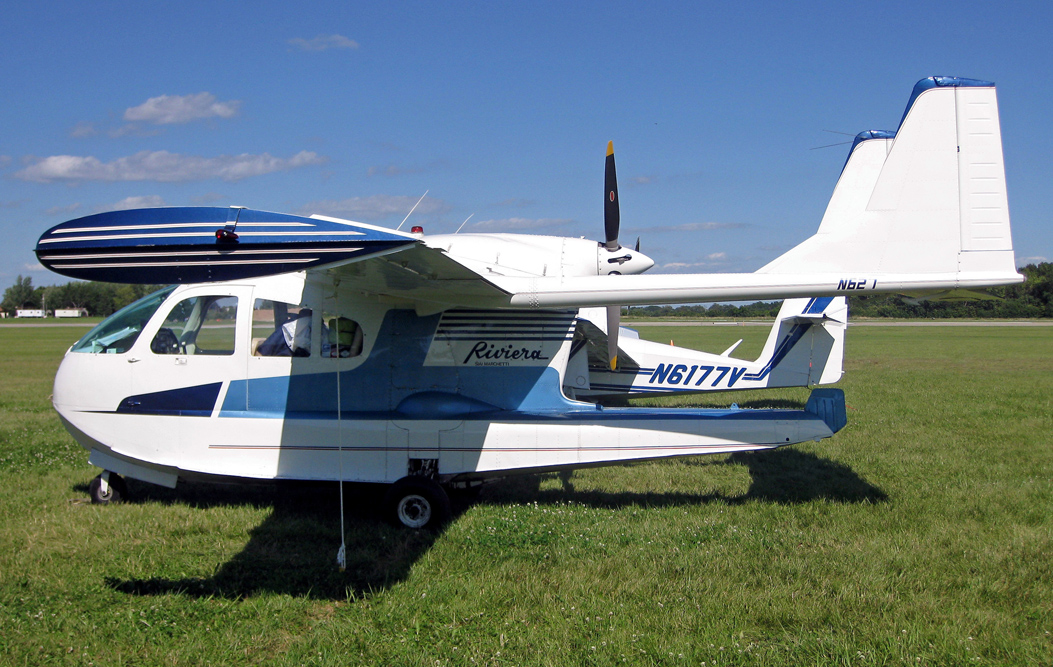
Il Nardi FN.333 "Riviera" nel 2010

Fu costruito dai F.lli Nardi a Milano nel 1952, venne portato in volo il 4 dicembre del 1952 con un motore da 147 Hp. dal Pilota Collaudatore Nello Valzania. Successivamente venne rimotorizzato con un più potente Continental O-470-H da 240 Hp, un terzo esemplare riuscì a volare solamente nel 1956. A causa delle difficoltà economiche per lo sviluppo dell'aereo si preferì cederne i diritti di costruzione alla SIAI-Marchetti nel marzo del 1959.
La  SIAI-Marchetti di Sesto Calende, Varese mise subito in produzione un lotto di 10 esemplari che furono venduti alla clientela americana dopo aver ottenuto nel 1963 la certificazione dalla Federal Aviation Agency USA. 
Il primo esemplare arrivò negli Stati Uniti interamente montato in nave, i successivi esemplari, invece, smontati venivano rimontati in loco dal concessionario locale (Airmotive Southwest) nel New Jersey.
La totalità dei velivoli sono stati venduti negli USA e in Svezia dove la presenza di agglomerati urbani lungo corsi d'acqua, difficilmente raggiungibili via terra, favorisce questo tipo di aereo.

## Tecnica

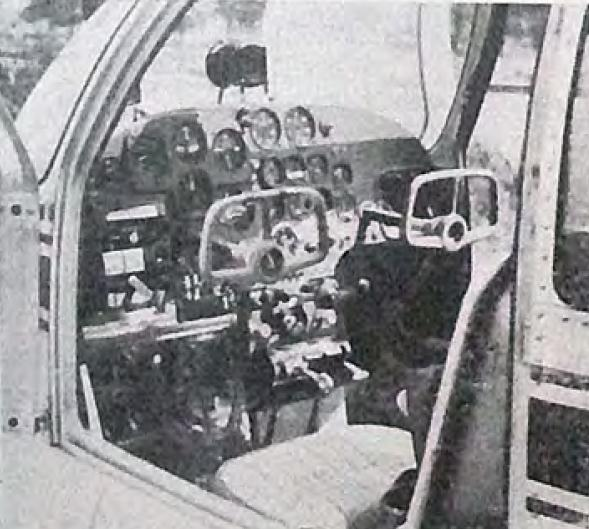
Cabina del Nardi FN.333

Monoplano ad ala alta anfibio con doppi comandi, interamente metallico con travi di coda collegate all'ala. Quadriposto con carrello triciclo retrattile e galleggianti laterali retrattili sostenuti dalle ali e con un timone di comando dello scafo centrale.
Propulso con un motore Continental O-470-H a 6 cilindri contrapposti raffreddato ad aria, ed un'elica bipala di tipo spingente.
Strutturalmente e dimensionalmente, salvo che per i piani di coda, ricorda il Republic RC-3 Seabee longevo velivolo in produzione sin dal 1945.

## Versioni
FN.333W
Una versione del velivolo senza carrello, solamente idrovolante, designata FN.333W è stata progettata ma mai costruita.